# Тюрина (река)
Тюрина — река в России, протекает по Лешуконскому району Архангельской области. Длина реки составляет 21 км.
Начинается среди елово-берёзовой тайги. Течёт в общем северном направлении. В низовьях протекает через сосновую тайгу. Устье реки находится в 7 км по правому берегу реки Ноба.

## Данные водного реестра
По данным государственного водного реестра России относится к Двинско-Печорскому бассейновому округу, водохозяйственный участок реки — Мезень от истока до водомерного поста у деревни Малонисогорская. Речной бассейн реки — Мезень.
Код объекта в государственном водном реестре — 03030000112103000045449.